# Đình Phú Vĩnh
Đình Phú Vĩnh tiền thân là Miếu Hỏa thần thờ thần lửa, ban đầu được xây dựng từ thời Minh Mạng thứ sáu (1825) nằm phía bắc sông Ngự Hà trong kinh thành Huế sau được dời về địa bàn phường Đệ Cửu, nên còn có tên gọi là đình Đệ Cửu, được xây lại năm 1937 và đổi tên là đình Phú Vĩnh (1937). Hiện di tích này nằm trong khu vực Lịch Đợi, phường Phường Đúc của thành phố Huế.

## Lịch sử
Vào thời Nguyễn vì kinh đô được chuyển vào Huế nên tại đây các vua Nguyễn cũng đã thiết lập nhiều công trình thờ tự khác nhau, trong đó các đền thờ các vị thần bảo trợ, riêng có thần Lửa chưa được thờ. Theo sách Minh Mạng chính yếu, vào năm Minh Mạng thứ năm (1824), bấy giờ các đại thần ở bộ Lễ khi xét danh mục các đền thờ đã đề xuất dựng miếu tế Hỏa thần (thần Lửa). Trong bản tấu sớ có đoạn viết:
"Nay nước nhà nhàn hạ, nên làm sáng tỏ việc lễ nhạc. Từ đại tự (tế lớn), trung tự đến quần tự, không có lẽ nào không được cử hành. Các quỷ thần sông núi đều yên vị, chỉ có thần Hỏa chưa được tế. Vậy xin lập miếu để thờ thần Hỏa".
Vua Minh Mạng sau khi xem tấu sớ trình lên đã "làm theo lời tâu, sai dựng miếu ở phía Bắc sông Ngự Hà, tế thần Hỏa vào ngày 23 tháng 6 mỗi năm" (Minh Mạng chính yếu).
Hằng năm, ngày 23 tháng 6 âm lịch, người ta phải dân tế thần một lễ tam sinh: trâu, heo, dê và xôi. Các quan tỉnh Thừa Thiên được ủy nhiệm cúng tế, và 9 người dân làng Phú Xuân được giao cho việc canh gác, giữ gìn ngôi miếu. Vào năm 1825, việc xây miếu hoàn thành, vua Minh Mạng đã ban hành một chỉ dụ cho tổ chức lễ khánh thành vào ngày 15 tháng 6 âm lịch để làm lễ "an vị thần vị" của thần. Một đại biểu của Lục bộ đứng làm chánh tế biểu lễ.
Tới năm Đồng Khánh thứ nhất (1886) do miếu thần Hỏa Pháo (hay miếu Hỏa Bác Thần), thờ thần súng thần công của kinh thành gần đó bị dỡ bỏ, thần Nổ của miếu Hỏa Pháo được chuyển vào thờ chung trong miếu Hỏa thần.
Dưới thời Thành Thái (1903) miếu này được giao lại cho làng Bình An quản lý, có tên là đình Đệ Cửu bởi lúc này đình nằm tại địa bàn phường Đệ Cửu.
Năm Bảo Đại thứ 12 (1937), do đình Đệ Cửu xuống cấp nghiêm trọng, nên người dân trong phường đã xây dựng lại đình và đổi tên thành đình Phú Vĩnh.

## Hiện trạng
Đình Phú Vĩnh hiện tọa lạc trong khu dân cư kiệt 40 đường Lịch Đợi, tổ dân phố 3, phường Phường Đúc, quận Thuận Hóa, thành phố Huế. 
Đình bị bỏ hoang và bị dự định hạ giải để xây dựng khu dân cư Bàu Vá theo quyết định của UBND tỉnh Thừa Thiên Huế phê duyệt ngày 29 tháng 10 năm 2016. Tuy nhiên, do công luận lên tiếng, chính quyền Thừa Thiên Huế đã quyết định giữ nguyên hiện trạng bảo vệ ngôi đình cổ này. Việc khôi phục đình Phú Vĩnh còn có ý nghĩa lớn vì đó là di tích duy nhất còn lại từ cụm di tích Lịch Đợi, nơi từng có miếu Lịch Đại đế vương và miếu Lê Thánh Tôn được xây dựng dưới thời vua Minh Mạng ở Huế.
Phường Phường Đúc đã vận động các họ, phái và nhân dân đóng góp kinh phí, ngày công để tu sửa một phần đình làng, xây dựng tại đây một điểm xanh với diện tích 100m2 và một sân bóng mi ni cho trẻ em; lắp đặt một số dụng cụ thể dục thể thao, ghế đá, trồng hoa hồng cùng các loại hoa xung quanh. Tháng 6 năm 2023, “Điểm xanh văn hóa” tại Đình Phú Vĩnh - tổ dân phố 3, phường Phường Đúc đã được khánh thành.
Cuối tháng 9 năm 2023, lễ Thu tế đã tổ chức tại đình Phú Vĩnh sau nhiều thập kỷ gián đoạn.